# 2018 en Indonésie
Cet article présente les faits marquants de l'année 2018 en Indonésie.

## Évènements
- 13 mai : des attentats à la bombe perpétrés par les membres d'une même famille font au moins 13 morts et des dizaines de blessés dans des églises à Surabaya[1].
- 5 août : un séisme de magnitude 7 sur l'échelle de Richter tue 131 personnes sur l'Île de Lombok.
- 18 août au 2 septembre : Jeux asiatiques de 2018.
- 28 septembre : un séisme suivi d'un tsunami sur l'île de Célèbes fait au moins 2 010 morts et 5 000 disparus.
- 29 octobre : le vol 610 Lion Air s’abîme en mer avec 189 personnes à bord.
- 22 décembre : un tsunami dans le détroit de la Sonde fait au moins 429 morts, 1 485 blessés et 154 disparus.